# San Rafael Las Flores
San Rafael Las Flores é uma cidade da Guatemala do departamento de Santa Rosa.